# 6920 Есакі
6920 Есакі (6920 Esaki) — астероїд головного поясу, відкритий 14 травня 1993 року.
Тіссеранів параметр щодо Юпітера — 3,521.